# Rodezno
Rodezno település Spanyolországban, La Rioja autonóm közösségben. Rodezno Bañares, San Torcuato, Cidamón, Zarratón, Haro, Gimileo, Ollauri, Briones és Hormilla községekkel határos. Lakosainak száma 222 fő (2024).

## Népesség
A település népessége az elmúlt években az alábbi módon változott:
| Lakosok száma | 312  | 325  | 317  | 323  | 307  | 278  | 249  | 229  | 212  | 222  |
|               | 2001 | 2004 | 2007 | 2009 | 2012 | 2014 | 2017 | 2019 | 2022 | 2024 |